# Benoît Hamon
Benoît Hamon (ur. 26 czerwca 1967 w Saint-Renan) – francuski polityk, eurodeputowany, a także minister. Kandydat w wyborach prezydenckich w 2017.

## Życiorys
Urodził się w rodzinie sekretarki oraz inżyniera pracującego w Direction des constructions navales (DCN) w Breście. Pierwsze lata życia spędził w Breście, później między 1976 a 1980 mieszkał z rodzicami w Dakarze, gdzie uczęszczał do szkoły Cours Sainte-Marie de Hann. Po rozwodzie rodziców wrócił do Bretanii.
Uzyskał licencjat z zakresu historii na Université de Bretagne-Occidentale w Breście. Od 1993 zasiadał we władzach Partii Socjalistycznej, od 2003 wchodził w skład jej biura krajowego. W latach 1993–1995 kierował socjalistyczną młodzieżówką MJS. Pracował jako doradca lewicowego ministra ds. zatrudnienia i solidarności (1997–2000) oraz dyrektor ds. planowania strategicznego w firmie IPSOS (2001–2002). W okresie 2001–2008 pełnił funkcję radnego miasta Brétigny-sur-Orge.
W wyborach w 2004 uzyskał mandat posła do Parlamentu Europejskiego. Zasiadał w grupie Partii Europejskich Socjalistów, pracował w Komisji Gospodarczej i Monetarnej. W 2009 nie został ponownie wybrany.
W PS reprezentował lewicowe skrzydło tego ugrupowania. W 2008 zadeklarował zamiar ubiegania się o przywództwo w Partii Socjalistycznej, ostatecznie ogłosił swoje poparcie dla Martine Aubry. 16 maja 2012 objął urząd ministra delegowanego ds. ekonomii społecznej i solidarności w rządzie, którego premierem został Jean-Marc Ayrault. Utrzymał to stanowisko także w drugim rządzie tego samego premiera (od 21 czerwca 2012), uzyskując wcześniej w wyborach parlamentarnych mandat deputowanego do Zgromadzenia Narodowego XIV kadencji.
2 kwietnia 2014 przeszedł na urząd ministra edukacji narodowej, szkolnictwa wyższego i badań naukowych w rządzie Manuela Vallsa. Zakończył urzędowanie 25 sierpnia 2014, na stanowisku zastąpiła go Najat Vallaud-Belkacem. W 2010, 2015 i 2021 był wybierany do rady regionu Île-de-France.
W styczniu 2017 wziął udział w zorganizowanych przez socjalistów prawyborach przed wyborami prezydenckimi. W pierwszej turze głosowania zajął pierwsze miejsce z wynikiem około 36% głosów, wyprzedzając m.in. Manuela Vallsa. W drugiej turze zorganizowanej 29 stycznia 2017 zdobył większość głosów (blisko 59%), oficjalnie stając się kandydatem Partii Socjalistycznej w wyborach prezydenckich. W pierwszej turze tych wyborów z 23 kwietnia 2017 Benoît Hamon zajął piąte miejsce wśród jedenastu kandydatów z wynikiem około 6,5% głosów. W czerwcu 2017 utracił mandat deputowanego, odpadając już w pierwszej turze wyborów parlamentarnych. 1 lipca 2017 ogłosił swoje odejście z Partii Socjalistycznej, założył nowe ugrupowanie pod nazwą Génération.s.
We wrześniu 2021 zrezygnował z aktywności politycznej, objął stanowisko dyrektora generalnego organizacji pozarządowej SINGA zajmującej się kwestiami migracji.